# Статистичний параметр
Статистичний параметр або параметр генеральної сукупності — це величина, що індексує (пронумеровує) сімейства розподілів ймовірностей. Її можна розглядати як числову характеристику генеральної сукупності або статистичної моделі.

## Визначення
Серед параметризованих сімейств розподілів є нормальний розподіл, розподіл Пуассона, біноміальний розподіл і сімейство експоненціальних розподілів. Сімейство нормальних розподілів має два параметри: середнє (математичне очікування) та дисперсію: якщо вони вказані, розподіл є точно відомим. Сімейство ксі-квадратного розподілу, з іншого боку, має тільки один параметр, число ступенів свободи.
У статистичних висновках, параметри іноді не піддаються спостереженню, і в цьому випадку завдання статистики полягає в тому, щоб зробити висновок, що вони можуть зробити з параметром на основі спостережень випадкових величин, розподілених відповідно до розподілу ймовірностей в опитуванні, або, більш конкретно вказаних величин на основі випадкової вибірки, взятої з вивчаємої генеральної сукупності. В інших ситуаціях, параметри можуть бути визначені характером процедури відбору або видом статистичної процедури, що проводиться (наприклад, число ступенів свободи у критерії згоди ксі-квадрата).
Навіть якщо сімейство розподілів не вказано, такі величини, як середнє (математичне очікування) і дисперсія все ж можуть розглядатися як параметри розподілу генеральної сукупності, з якої взята вибірка. Статистичні процедури можуть все ще спробувати зробити висновки про такі параметри генеральної сукупності. Параметрам цього типу даються імена, відповідні їх ролям, у тому числі:
- параметр розташування;
- параметр дисперсії або параметр масштабу;
- параметр форми.

Там, де розподіл ймовірностей має область визначення у наборі об'єктів, які самі по собі є розподілами ймовірностей, термін «параметр концентрації» використовується для величин, які індексують наскільки непостійними можуть бути результати.
Такі величини як коефіцієнти регресії є статистичними параметрами в зазначеному вище сенсі, якщо вони індексують сімейство умовних розподілів ймовірностей, що описує, як залежні змінні залежать від незалежних змінних.

## Приклади
Параметр для генеральної сукупності, як статистика для вибірки. У певний момент часу може бути деякий параметр, що позначає відсоток всіх виборців у цілому по країні, які віддають перевагу конкретному кандидату на виборах. Але непрактично запитувати кожного виборця, якому саме кандидату він надає перевагу, тому лише певна вибірка виборців буде опитана, і статистичний показник, а саме, відсоток опитаних виборців, які віддали перевагу кожному кандидату, буде вирахуваний. Цей статистичний показник потім використовується, аби зробити висновки про параметр, тобто, переваги всіх виборців. Аналогічним чином, у деяких формах тестування продукції, що випускається, замість деструктивного тестування всіх продуктів, перевіряється лише вибірка продуктів, для того, щоб зібрати статистику, з якої можна зробити висновки, чи всі продукти відповідають параметрам проектування продукту.